# Anua sherlokensis
Anua sherlokensis là một loài bướm đêm trong họ Erebidae.